# Legio XVI Flavia Firma
Legio XVI Flavia Firma (XVI Стійкий Флавіїв легіон) — римський легіон. Мав прізвисько Flavia Fidelis.

## Історія
У 70 році замість розформованого легіону XVI Gallica Веспасіан заснував legio XVI Flavia. Того ж року був спрямований до провінції Каппадокія. 75 року деякі частини легіону брали участь у спорудженні каналу в Антіохії. Після цього повернувся до Каппадокії, де отаборився у м. Саттала. Тут він стояв до 114 року — початку війни імператора Траяна з Парфією. Діяв спочатку у Вірменії (114 рік), після цього звитяжив під час захоплення Месопотамії, дійшовши до Перської затоки.
За наказом імператора Адріана перейшов до Самосати (провінція Коммагена), де займався зміцненням та охороною кордону. У 132–136 роках легіон було застосовано для придушення третього юдейського повстання Симона Бар-Кохби. За правління імператора Антоніна Пія отаборився у Селевкії Пієрії. Пізніше він перейшов до Сирії, де займав місце на Маффеєвому стовпі.
У 161–166 роках був у складі армії під загальним командуванням імператора Луція Вера, відзначившись в боях у Месопотамії. У 193 році підтримав Песценнія Нігера, проте невідомо про участь цього легіону в боях проти імператора Септимія Севера. Участь легіону у походах Севера проти Парфії у 195 та 197–198 роках доволі відома. На відзнаку за заслуги Септимія Север надав легіону ім'я «Северіана». У 216–217 роках — був учасником походів імператора Каракалли.
З 200 року легіон брав участь у зміцнені кордону із Парфією, стоячи табором в Самосаті. У 210 році зміцнював м. Дура Европос. За імператора Олександра Севера легіон стояв у м. Сура (Сирія). За цього імператора у 231–233 роках бився проти Персії, захищаючи провінцію Сирію. У 260 році зазнав суттєвих втрат під час війни імператора Валеріана з перським царем Шапуром I. З 261 року перейшов на бік Одената, володаря Пальмірської держави. У 272 році легіон перейшов на бік імператора Авреліана, сприячи підкоренню Пальміри Римській імперії. Після цього повернувся до Сури.
Протягом 297–298 років в складі армії імператора Діоклетіана брав участь в успішному поході проти Персії. Ще у 395 році, згідно Списку почесних посад (Notitia Dignitatum), стояв в Сурі, підкоряючись дуксу Сирії та Сирії Евфратської. Остання згадка про легіон датується початком V століття.